# Noussa'h
Le noussa'h (hébreu : נוסח « version ») désigne dans la liturgie un rite propre à une ou des communautés ou, éventuellement, un mode musical employé par ces communautés en fonction de l’office.

## Historique
Le noyau de la liturgie juive, en particulier sa double fonction d’instruction et de prière, se trouve ébauché en divers endroits de la Bible hébraïque. Centrée sur le culte du Temple, la prière a lieu trois fois par jour, correspondant vraisemblablement aux trois temps d’offrande. Les Sages instituent en outre la lecture du shema et la amida, ensemble de sept, neuf ou dix-huit bénédictions à réciter debout et en silence.
Les guerres judéo-romaines mettent fin à l’hégémonie du second Temple. Bien que la terre d’Israël demeure en théorie le centre de référence, elle entre en rivalité croissante avec les académies talmudiques en Babylonie qui entendent imposer leurs interprétations du rite.

## Le noussa'h en fonction de la communauté
Les noussa'him actuels sont de quatre grands types, comprenant eux-mêmes des sous-types loco-régionaux :
- le noussa'h ashkénaze, pratiqué par les Juifs originaires d’Europe centrale et orientale. Développé sur base du noussa'h Tzarfat (« rite français »), dont le mahzor Vitry est l’exemplaire le plus connu, il est, avec le noussa'h baladi, l’un des rites les plus courts. Il peut être subdivisé en :
  - une branche occidentale, en cours en Allemagne et en Europe centrale, y compris au Royaume-Uni ;
  - une branche orientale, polono-lituanienne. Cette variante est utilisée par la majorité des juifs ashkénazes aux États-Unis et par les Juifs « lituaniens » en Israël.
- les noussa'him séfarades :
  - le rite originel est basé sur un rite castillan plus ancien. Pauvre en éléments kabbalistiques, il incorpore des influences italiennes et nord-africaines. Il devient fortement minoritaire après l’expulsion des Juifs d’Espagne au profit de nombreuses variantes locales. Le « rite catalan »(Archive.org • Wikiwix • Archive.is • Google • Que faire ?) et celui de Lisbonne se perpétuent en quelques synagogues de Salonique et ailleurs.
  - la version la plus proche d’un « standard » était celle figurant dans les livres de prière imprimés à Livourne de 1840 jusqu’au début du XXe siècle. Remplaçant le minhag Aram Tsova des Juifs de Syrie, elle était particulièrement populaire dans l’empire ottoman et en Afrique du Nord, avec le noussa'h du Hid"a, suivi par cet éminent rabbin. Toutefois, chaque communauté possédait ses propres variantes, transmises oralement en sus du matériel imprimé. En Afrique du Nord, traditions des Juifs autochtones et des exilés espagnols se côtoient, donnant lieu à des rites propres.
- le noussa'h edot hamizra'h (rite des communautés d’Orient) naît en Irak. Basé sur les opinions du Ben Ish Haï, il comporte de nombreux éléments kabbalistiques. Une variante largement expurgée de cette composante devient, sous l’influence du Rav Ovadia Yossef, le rite standard des Séfarades en Israël.
- le noussa'h sfard, issu de la volonté d’harmoniser le rite ashkénaze avec les coutumes d’Isaac Louria et des kabbalistes de Safed, combine un texte empruntant beaucoup au rite séfarade tandis que la mélodie est ashkénaze. Il est particulièrement populaire parmi les hassidim d’Europe de l’Est et les ashkénazes israeliens du courant Dati Leoumi. Les hassidim de Loubavitch en adoptent une variante intitulée noussa'h Ari.
- les noussa'hei Teiman des Juifs du Yémen, standardisés dans le tiklal, dont il existe deux variantes :
  - le noussa'h baladi (« originel »), correspondant presque exactement au rituel ordonnancé par Moïse Maïmonide dans son Mishné Torah ;
  - le noussa'h shami (« syrien »), influencé par le rite séfarade en vigueur chez les kabbalistes de Safed au XVIe siècle. Il conserve cependant des éléments yéménites typiques, dont la prononciation de l’hébreu et l’inclusion de poèmes liturgiques tirés du rituel composé par Saadia Gaon au Xe siècle.

D’autres rites ne sont employés que par une minorité de Juifs ou ne sont plus en usage. Parmi ceux-ci :
- le noussa'h italki des Juifs italiens, également appelé noussa'h bnei romi. Introduit en Italie par les déportés des guerres judéo-romaines, il semble être le plus proche de la liturgie telle qu’elle était pratiquée à l’époque du Second Temple.
- le noussa'h Apam (ou Afam) des Juifs français qui ont été expulsés vers l'Italie entre 1306 et 1394. "Afam" est l'abréviation d'Asti, Fossano, Moncalvo, trois villes piémontaises où se sont rassemblés les immigrés français. Ce rite, proche du rite ashkénaze, a la particularité de n'avoir jamais été imprimé. Il est encore en usage dans la synagogue d'Asti[4].
- le noussa'h Romania des Juifs romaniotes, communauté indigène de l’ancien Empire romain d’Orient, est assez proche du rite italki. Fondé lui aussi sur le Talmud de Jérusalem, comme le rite ashkénaze, il disparaît presque dans les suites de l’expulsion des Juifs d’Espagne, le rite séfarade s’imposant en Grèce, en Turquie et dans les Balkans. Il n'existe aujourd'hui plus que 3 synagogues romaniotes, à Ioannina, Jérusalem et New York, cependant leur liturgie actuelle est essentiellement séfarade.
- le noussa'h eretz Israël sur lequel se basent les rites ashkénaze, italki et romaniote a disparu au profit du rite babylonien. Cependant, une tentative de le reconstituer a été récemment entreprise par David Bar Hayim, rabbin du Machon Shilo sur base du Talmud de Jérusalem, de la littérature midrashique composée en terre d’Israël et sur des fragments de la Guéniza du Caire. Il n’est en usage que dans la synagogue du Machon Shilo.
- le noussa'h Provence, en usage dans le sud de la France avant d’être restreint aux quatre villes du Comtat Venaissin. Encore en usage en 1776, il semble disparaître au profit du rite séfarade, sans doute introduit dans le sud de la France par les Juifs dits Portugais.

## Le noussa'h en fonction de l’office
Le terme noussa'h s’emploie aussi pour désigner divers modes musicaux utilisés à différents moments de l’office.
La liturgie ashkénaze en compte trois principaux, dénommés steiger en yiddish :
- le mode Ahava Rabba
- le mode Maguen Avot
- le mode Adonaï Melekh

Les communautés orientales utilisent le système du maqâm. Les communautés syriennes varient ainsi la liturgie sabbatique en vertu de la section de la Torah hebdomadaire qui est lue.